# أشتر أباد (ننور)
أشتر أباد (بالفارسية: اشترآباد) هي قرية تقع في إيران في قسم ننور الريفي. يقدر عدد سكانها بـ 112 نسمة .